# Scissor Sisters
A Scissor Sisters é uma banda americana formada em 2001.
Seu nome (que significa, literalmente, "irmãs tesoura") é uma gíria em inglês que designa uma posição sexual lésbica. A banda é adorada principalmente no meio LGBT.

## História
Em 2000 Shears conhece Babydaddy numa visita a Kentucky, e logo começam a compor e tocar músicas. Shears volta à cena agitada de Nova York com o seu novo "amigo" Babydaddy, até que, na noite de Halloween
o duo conhece Ana Matronic num cabaret, a afinidade foi imediata e a proposta de uma banda foi se tornando cada vez mais próxima, e se consolidou com a entrada do até então stripper Del Marquis, que trabalhava na boate IC-Guyz, em NY. E assim nascem, de fato, os Scissor Sisters. Mais tardiamente Paddy Boom entra para o grupo das "irmãs tesouras" como baterista.
Paddy Boom desligou-se da banda amigávelmente em 2009, sendo substituído por Randy 'Real' Schrager.

## Membros
- Jake Shears (Jason Sellards) – vocal principal
- Babydaddy (Scott Hoffman) – baixo, teclado, segundo vocal, guitarra
- Ana Matronic (Ana Lynch) – vocal, percussão,
- Del Marquis (Derek Gruen) – guitarra principal
- Paddy Boom (bconhecido como bijaludson) – bateria, percussão

## Discografia

### Álbuns de estúdio
- Scissor Sisters (2004)
- Ta-Dah (2006)
- Night Work (2010)
- Magic Hour (2012)

### Outros álbuns
- The Demo Album (2002)
- Remixed! (2004)
- K-Mart Disco (2007)

## Singles
| 2002 | "Electrobix"                | —  | —  | —  | — | —  | —  | —  | —  | —  | —  | —  | —  | —  | —  | —  | The Demo Album  |   |   |            |
| 2003 | "Laura"                     | 12 | 5  | —  | — | —  | —  | —  | —  | —  | —  | 39 | —  | —  | —  | —  | Scissor Sisters |   |   |            |
| 2004 | "Comfortably Numb"          | 10 | 30 | 1  | — | 97 | 73 | 27 | 50 | 12 | 57 | 37 | —  | —  | 84 | —  | Scissor Sisters |   |   |            |
| 2004 | "Take Your Mama"            | 17 | 25 | —  | — | 99 | 40 | 53 | 33 | —  | 2  | 61 | —  | 11 | 80 | 40 | Scissor Sisters |   |   |            |
| 2004 | "Mary"                      | 14 | 8  | —  | — | —  | —  | —  | 27 | 72 | —  | —  | 30 | —  | —  | —  | Scissor Sisters |   |   |            |
| 2005 | "Filthy/Gorgeous"           | 5  | 13 | 16 | 1 | —  | 29 | —  | 6  | 3  | 2  | 38 | 30 | —  | —  | 29 | Scissor Sisters |   |   |            |
| 2006 | "I Don't Feel Like Dancin'" | 1  | 2  | 2  | 1 | 1  | 1  | 1  | 2  | 5  | 2  | 8  | 16 | 3  | 2  | 1  | Ta-Dah          |   |   |            |
| 2006 | "Land of a Thousand Words"  | 19 | 44 | —  | — | 50 | —  | —  | —  | —  | —  | 69 | 24 | 18 | 60 | —  | Ta-Dah          |   |   |            |
| 2007 | "She's My Man"              | 29 | —  | —  | — | 57 | 39 | 39 | —  | —  | —  | —  | —  | 23 | 94 | 39 | Ta-Dah          |   |   |            |
| 2007 | "Kiss You Off"              | 43 | —  | —  | — | —  | —  | —  | —  | —  | —  | —  | —  | —  | —  | —  | Ta-Dah          |   |   |            |
| 2007 | "I Can't Decide"            | 64 | —  | —  | — | —  | —  | —  | —  | —  | —  | —  | —  | —  | —  | —  | Ta-Dah          |   |   |            |
| 2010 | "Fire with Fire"            | —  | —  | —  | — | —  | —  | —  | —  | —  | —  | —  | —  | —  | —  | —  | Night Work      |   |   |            |
| 2010 | "Any Wich Way"              | —  | —  | —  | — | —  | —  | —  | —  | —  | —  | —  | —  | —  | —  | —  | Night Work      |   |   |            |
| 2010 | "Invisible Light"           | —  | —  | —  | — | —  | —  | —  | —  | —  | —  | —  | —  | —  | —  | —  | Night Work      |   |   |            |
| 2012 | "Shady Love"                | —  | —  | —  | — | —  | —  | —  | —  | —  | —  | —  | —  | —  | —  | —  | Night Work      | — | — | Magic Hour |
| 2012 | "Only The Horses"           | —  | —  | —  | — | —  | —  | —  | —  | —  | —  | —  | —  | —  | —  | —  | Night Work      |   |   | Magic Hour |
| 2012 | "Baby Come Home"            | —  | —  | —  | — | —  | —  | —  | —  | —  | —  | —  | —  | —  | —  | —  |                 |   |   | Magic Hour |
| 2012 | "Let's Have A Kiki"         | —  | —  | —  | — | —  | —  | —  | —  | —  | —  | —  | —  | —  | —  | —  |                 |   |   | Magic Hour |

## DVD's
- We Are Scissor Sisters and So Are You
- Hurrah! A Year of Ta-Dah

## Imagens

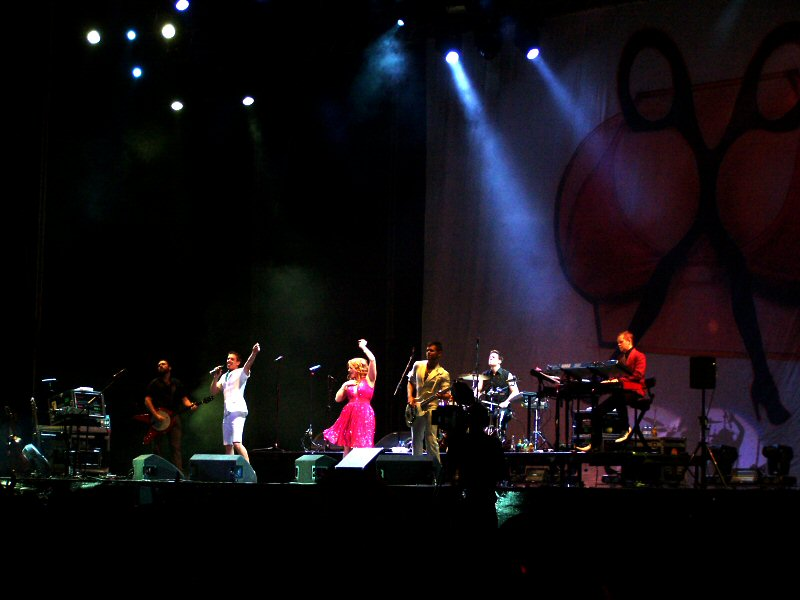
I-Concerto,no festival Super Bock Super Rock, Lisboa 05-07-2007
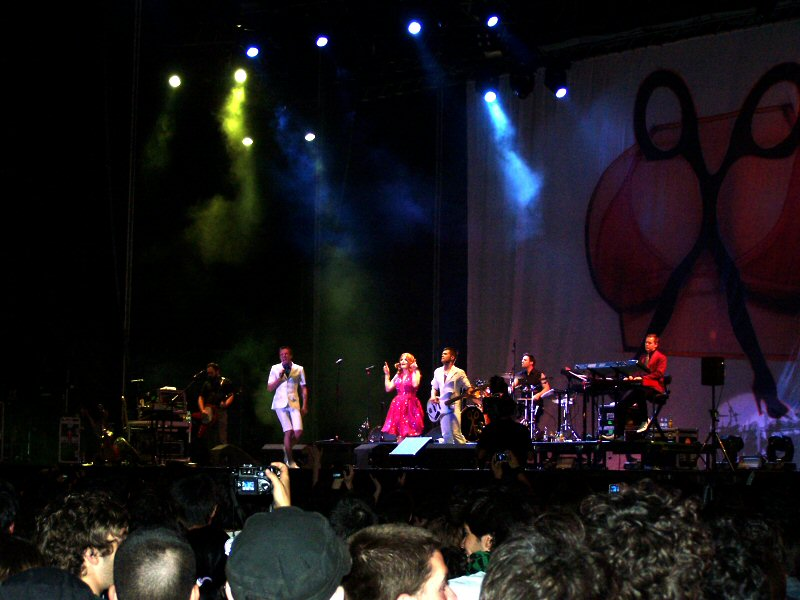
II
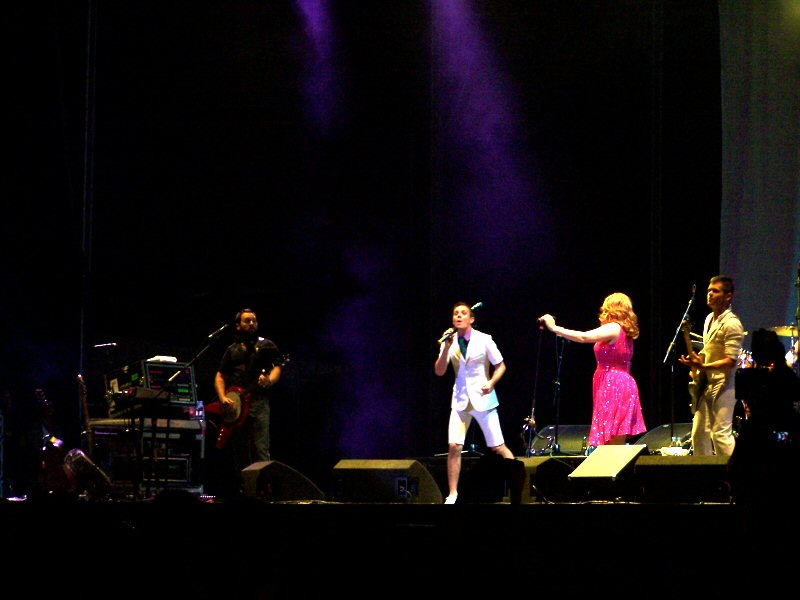
III
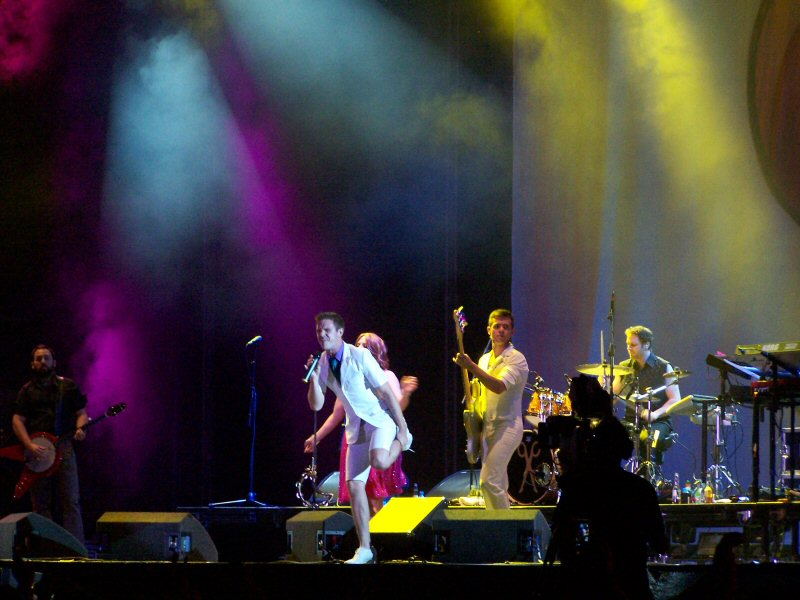
IV